# أنته غوتوفينا
أنته گوتوڤينا (بالكرواتية: Ante Gotovina) (و. 12 أكتوبر 1955، هو عسكري كرواتي شارك في حرب الاستقلال الكرواتية. في 2001 اتهمته المحكمة الجنائية الدولية ليوغوسلافيا السابقة، بتهمة «الاشتراك الجنائي» في محاولة طرد صرب كرايينا من كرواتيا عام 1995 كجزء من عملية العاصفة. بعد هروبه أربع سنوات، اعتقل في جزر الكناري في 7 ديسمبر 2005. في 15 أبريل 2011، أدين گوتوڤينا في سبع من أصل ثمان لوائح اتهام وجهت له من قبل محكمة العدل الدولية وحكم عليه بالسجن 24 عام.
اختير في سنة 2003 ضمن قائمة أعظم كرواتي في استفتاء أجرته مجلة «ناسيونال» الأسبوعية الكرواتية لاختيار أعظم شخصية كرواتية في التاريخ.